# NGC 290
NGC 290 (również ESO 29-SC19) – gromada otwarta znajdująca się w gwiazdozbiorze Tukana. Odkrył ją John Herschel 11 kwietnia 1834 roku. Gromada ta znajduje się w Małym Obłoku Magellana.